# Ткачук, Андрей Николаевич (футболист)
Андре́й Никола́евич Ткачу́к (укр. Андрій Миколайович Ткачук; род. 18 ноября 1987, Житомир) — украинский футболист, полузащитник

## Биография
В 2004 году провёл 2 игры на профессиональном уровне за мини-футбольный клуб «Луг. Т. К.-2» (Луганск).
Профессиональную футбольную карьеру начал в житомирском «Полесье». В 2005 году перешёл в команду «Карпаты» Львов. В чемпионате Украины дебютировал 29 апреля 2007 года в матче «Днепр» — «Карпаты» (2:2).
До конца второй половины сезона 2012/13 играл на правах аренды за киевский «Арсенал». Дебютировал за клуб 10 марта 2013 года в игре против харьковского «Металлиста».
Несмотря на то, что Ткачук был выставлен на трансфер «Карпатами», ему удалось договориться с руководством львовян и остаться в клубе.
В апреле 2014 года стал свободным агентом.
В июле 2014 года подписал двухлетний контракт с полтавской «Ворсклой». В конце декабря 2017 года покинул расположение клуба.
С февраля 2019 года — игрок «Атырау».

## Достижения
«Ворскла»
- Бронзовый призёр чемпионата Украины: 2017/18